# Dioctria ochrifacies
Dioctria ochrifacies là một loài ruồi trong họ Asilidae. Dioctria ochrifacies được Becker miêu tả năm 1906. Loài này phân bố ở vùng Cổ Bắc giới.